# Tôr
Tôr era una freguesia portuguesa del municipio de Loulé, distrito de Faro.

## Historia
Fue suprimida el 28 de enero de 2013, en aplicación de una resolución de la Asamblea de la República portuguesa promulgada el 16 de enero de 2013 al unirse con las freguesias de Benafim y Querença, formando la nueva freguesia de Querença, Tôr e Benafim.

## Patrimonio
- Puente romano de Tôr